# فيليس هايمان
فيليس هايمان (بالإنجليزية: Phyllis Hyman)‏ هي مغنية وممثلة أمريكية، ولدت في 6 يوليو 1949 في فيلادلفيا في الولايات المتحدة، وتوفيت في 30 يونيو 1995 في نيويورك في الولايات المتحدة بسبب جرعة زائدة. من الجوائز التي نالتها جائزة المسرح العالمي سنة 1981.

## جوائز
- جائزة المسرح العالمي (1981)

## وصلات خارجية
- فيليس هايمان على موقع IMDb (الإنجليزية)
- فيليس هايمان على موقع ميوزك برينز (الإنجليزية)
- فيليس هايمان على موقع أول موفي (الإنجليزية)
- فيليس هايمان على موقع قاعدة بيانات برودواي على الإنترنت (الإنجليزية)
- فيليس هايمان على موقع إن إن دي بي (الإنجليزية)
- فيليس هايمان على موقع أول ميوزيك (الإنجليزية)
- فيليس هايمان على موقع ديسكوغز (الإنجليزية)
- فيليس هايمان على موقع قاعدة بيانات الفيلم (الإنجليزية)